# Pachyscia dilatata
Pachyscia dilatata är en insektsart som först beskrevs av Chen, S.C. och Yun He He 2004.  Pachyscia dilatata ingår i släktet Pachyscia och familjen Diapheromeridae. Inga underarter finns listade i Catalogue of Life.